# Алгоритм Корначчи
Алгоритм Корначчи — это алгоритм решения диофантова уравнения {\displaystyle x^{2}+dy^{2}=m}, где {\displaystyle 1\leq d<m}, а d и m взаимно просты. Алгоритм описал в 1908 Джузеппе Корначчи.

## Алгоритм
Сначала находим любое решение {\displaystyle r_{0}^{2}\equiv -d{\pmod {m}}}. Если такого {\displaystyle r_{0}} не существует, исходное уравнение не имеет примитивных решений. Без потери общности можно считать, что {\displaystyle r_{0}\leq {\tfrac {m}{2}}} (если это не так, заменим r0 на m - r0, которое остаётся корнем из -d).  Теперь используем алгоритм Евклида для поиска {\displaystyle r_{1}\equiv m{\pmod {r_{0}}}}, {\displaystyle r_{2}\equiv r_{0}{\pmod {r_{1}}}} и так далее. Останавливаемся, когда {\displaystyle r_{k}<{\sqrt {m}}}. Если {\displaystyle s={\sqrt {\tfrac {m-r_{k}^{2}}{d}}}} является целым числом, то решением будет {\displaystyle x=r_{k},y=s}. В противном случае примитивного решения нет.
Для поиска непримитивных решений (x, y), где НОД(x, y) = g ≠ 1, заметим, из существования такого решения следует, что g2 делит m (и, эквивалентно, что если m является  свободным от квадратов, то все решения примитивны).  Тогда вышеприведённый алгоритм можно использовать для поиска примитивного решения (u, v) уравнения {\displaystyle u^{2}+dv^{2}={\tfrac {m}{g^{2}}}}.  Если такое решение найдено, то (gu, gv) будет решением исходного уравнения.

## Пример
Решаем уравнение {\displaystyle x^{2}+6y^{2}=103}. Квадратный корень из −6 (mod 103) равен 32 и 103 ≡ 7 (mod 32). Поскольку {\displaystyle 7^{2}<103} и {\displaystyle {\sqrt {\tfrac {103-7^{2}}{6}}}=3}, существует решение x = 7, y = 3.